# Cmentarz wojenny w Strzeszkowicach Dużych
Cmentarz wojenny w Strzeszkowicach Dużych – cmentarz z okresu I wojny światowej znajdujący się w powiecie lubelskim, w gminie Niedrzwica Duża. Cmentarz usytuowany jest na wschód od wsi, niedaleko stacji kolejowej Majdan. Ma kształt prostokąta o powierzchni około 910 m² i o wymiarach około 70 na 13 m. 
W ewidencji austro-węgierskiej występuje jako Soldatenfriedhof Strzeszkowice bei der Station. Teren cmentarza otoczony jest obecnie ogrodzeniem drewniano-metalowym. Znajdowało się na nim 10 mogił zbiorowych oraz 12 do 14 mogił pojedynczych, obecnie niewidocznych. Na środku cmentarza znajdują się współcześnie postawione dwa drewniane krzyże oraz trzy granitowe tablice z napisami w językach polskim, niemieckim i rosyjskim: "Strzeszkowice Duże cmentarz wojenny z I wojny światowej założony w 1915 roku tu pochowano 76 żołnierzy armii austriackiej oraz 60 żołnierzy z armii rosyjskiej, niech spoczywają w pokoju". W 1930 roku z cmentarza ekshumowano i przeniesiono do Jastkowa pochowanych tutaj legionistów m.in.: Jana Luchowieca, Mikołaja Marszałeka, Roberta Chrobaka, Jakóba Riesa, Fryderyka Blaszeka, Stanisław Wezinowicza.
Na cmentarzu pochowano poległych w okresie od czerwca do września 1915 roku:
- 76 żołnierzy austro-węgierskich z 18 Pułku Landwery, 13 pułku piechoty Honvedu,
- 60 żołnierzy rosyjskich z 29 pułku (stacjonującego w Warszawie).